# Christian Faure (historien)
 (novembre 2014).
Pour les articles homonymes, voir Christian Faure et Faure.
Christian Faure est un historien français, spécialiste d’histoire culturelle et d’histoire politique, né le 1er octobre 1957 à Lyon.
Il s’est intéressé à l’idéologie pétainiste du régime de Vichy dès sa maîtrise, consacrée à la mystique vichyssoise du retour à la terre dans l’œuvre de l'écrivain Henri Pourrat. Ses travaux sur le projet culturel de Vichy soulignent la rencontre entre une idéologie réactionnaire et l’essor d’une science, l’ethnologie de la France. 
En 1991, il crée avec Heliane Bernard, sous le nom de Christian-Alexandre Faure, la revue Dada. 
Il est l'auteur avec Heliane Bernard de la trilogie romanesque Les Dents noires mettant en scène l'épopée de l'imprimerie et du livre entre Lyon, Venise et Paris au XVIe siècle. La Colline aux corbeaux, aborde plus particulièrement les relations du livre avec les pouvoirs politiques et religieux. L'Homme au gant le rôle de l'imprimerie dans l'essor de l'humanisme.  L'Encre et le feu, la rivalité de l'Espagne et de la France dans la quête des manuscrits anciens à Constantinople. La Colline aux corbeaux a été salué par le prix Sable Noir" au Salon du Polar 83 en 2019.
Les trois volumes ont fait l’objet d’une édition poche aux éditions J'ai lu.

## Biographie
En 1981, Christian Faure consacre ses premiers pas d’historien à l’œuvre littéraire d’Henri Pourrat entre 1940 et 1944. Son mémoire de maîtrise, soutenu à l’université Lyon 2 montre combien cette œuvre et à travers elle le courant littéraire qui la caractérise, s’intégrait à la politique du Gouvernement de Vichy, qui voulait faire du retour à la terre un des thèmes privilégiés de la Révolution nationale. Elle correspondait à la restauration des « vertus paysannes », en vue d’instaurer un nouvel ordre social et moral fondé sur les valeurs agrariennes, corporatistes et cléricales.
Dans le cadre de cette recherche, Christian Faure constate la rencontre d’Henri Pourrat, écrivain régionaliste, avec la figure centrale de l’ethnologie française de cette époque, Georges-Henri Rivière. Ce dernier, alors conservateur en chef du musée national des Arts et Traditions Populaires est présent à l’inauguration le 3 juillet 1943 près d’Ambert (Puy-de-Dôme) du tout nouveau musée du Papier au Moulin Richard-de-Bas, où le chef de l’État français fait confectionner son papier à lettres personnel.
Cette présence, ainsi que la découverte d’un article de G. H. Rivière sur « Le folklore paysan : Notes de doctrine et d’actions » paru en 1942, amène Christian Faure à élargir sa problématique de recherche pour vérifier la part de coïncidence ou de collusion : Folklore et révolution nationale ont-ils entretenu un rapport étroit pendant le régime de Vichy ?
En 1986, Christian Faure soutient sa thèse de doctorat d’histoire de l’université Lyon 2 sur le thème : « Folklore et révolution nationale : doctrine et action sous Vichy (1940-1944) ». 
Ses recherches révèlent combien le gouvernement de Vichy visa à transformer les représentations collectives des Français en impliquant à des degrés divers les folkloristes et les ethnologues dans l’idéologie de retour à la terre prônée par l’État Français. 
Sa thèse publiée en 1989 sous le titre Le Projet culturel de Vichy : Folklore et révolution nationale 1940-1944 est présentée avec les travaux d’Anne-Marie Thiesse (CNRS) sur le régionalisme comme « la première étape »  d’une relecture critique de l’histoire de l’ethnologie française sous Vichy lors du colloque « Du folklore à l'ethnologie : Institutions, musées, idées en France et en Europe de 1936 à 1945 » organisé par le Musée National des Arts et Traditions Populaires et le Centre d’ethnologie française les 19-20 et 21 mars 2003.
Son étude saluée dès sa parution,   va ouvrir un véritable débat au sein des chercheurs travaillant sur l’histoire et la mémoire de l’ethnologie.
De 1986 à 1991 Christian Faure est chargé de mission par la Ville de Lyon, pour la conception historique du Centre d'histoire de la résistance et de la déportation (CHRD à Lyon) qui sera inauguré en 1992.
Pendant cette même période il organise avec Heliane Bernard diverses expositions d'art contemporain à travers l'association Champs des arts et collabore comme critique d’art au sein des revues d’art contemporain : Artension et Montrer.
En 1991, il prend le chemin des écoliers et crée avec Heliane Bernard sous le nom de Christian-Alexandre Faure la revue Dada, première revue d’art pour enfants, animée par des créateurs, artistes, illustrateurs, écrivains, poètes, enseignants.
En 1994, il rejoint  avec Heliane Bernard les éditions Mango, où il poursuit son rôle de directeur de rédaction de la revue Dada. Dada est saluée par la presse nationale et internationale.
Il lance au sein des éditions Mango, avec Heliane Bernard différentes collections sous le label Album Dada (poésies, chansons, abécédaires, théâtre, biographies de personnages célèbres, textes citoyens... ) où toujours les créations d’artistes répondent et accompagnent les mots.)
S’ajoutent aussi des contes initiatiques illustrés par de grands auteurs de B.D. dans la collection Le Cercle magique, et des romans pour jeunes adultes (Collection Icare) coédités avec les éditions Joëlle Losfeld.
En juin 2003, à la suite du rachat des éditions Mango par le Groupe Média Participations, il se retire, ainsi que toute la rédaction, de la Revue Dada  et des diverses collections qu’il a créées.
En mai 2004, il rejoint avec Heliane Bernard les éditions du Seuil pour créer la revue 9 de Cœur, revue de création et d’initiation : Arts, littérature, musique... de 9 à 99 ans. Toute l’ancienne équipe de Dada est présente, à laquelle se sont ralliés avec enthousiasme d’autres artistes ou écrivains.
La phrase de Max Jacob : « L’art est un jeu, tant pis pour celui qui s’en fait un devoir » sera le fil rouge de chaque numéro.  (La revue est arrêtée au n° 5 (Correspondance et Art postal) en 2005 lors du rachat des éditions du Seuil par les éditions de la Martinière à l’automne 2005.)
En 2006, il fonde avec Heliane Bernard le secteur éditorial “ Tatou ” au sein des éditions Michalon. Ce secteur destiné à la jeunesse propose une initiation aux arts plastiques, à la poésie et à la littérature.
En 2008, il crée avec Heliane Bernard pour les éditions Milan jeunesse (Toulouse) une nouvelle collection d’initiation à l’art : Phil’ART  où ils abordent les thèmes essentiels de la philosophie.

## Publications

### Publications scientifiques
- « Traditions populaires et retour à la terre sous le régime de Vichy : quelques réflexions historiques à l’occasion de « Hommes et terroir », exposition d’ethnologie régionale en 1980 », Nouvelles archives du Museum d’histoire naturelle de Lyon, suppl. fasc. 18, 1980.
- « Littérature et société (1940-1944) : La mystique vichyssoise du "Retour à la terre", selon l'œuvre d'Henri Pourrat », mémoire de maîtrise Histoire contemporaine, Université Lyon 2, 1981, 116 p., 8 pl., publié in Chroniques historiques d'Ambert, (préface de Gilbert Garrier), Ambert, hors série, no 11, 1988, 125 p.
- « Vent de Mars d'Henri Pourrat, Prix Goncourt 1941, ou la consécration d'une œuvre littéraire par le Régime de Vichy », Bulletin du Centre d'Histoire économique et sociale de la région lyonnaise, Lyon, n°1, 1982, p. 5-25[23].
- Le Renouveau du folklore et de l’ethnologie pendant le Régime de Vichy, Etat de recherche, Université Lyon 2 et Centre Pierre Léon, octobre 1982.
- «  Pétainisme et retour aux sources : autour du tricentenaire Sully », Cahiers d’histoire, Lyon, T. XXVIII, no 4, 1983, p. 3-32.
- « Vichy et la « rénovation » de l’artisanat : la réorganisation du compagnonnage », Bulletin du centre d’histoire économique et sociale de la région lyonnaise, Lyon, n° 3-4, 1984, p. 103-117[24].
- « Le chantier 1425, enquête d'architecture rurale : la consécration de l'ethnologie rurale française par le Régime de Vichy » In L'habitat rural : nouveaux modèles, nouveaux usages. T.4, colloque national de l’Association des ruralistes français, Amiens, 1985, 12 p.
- « Pèlerinage ou mise en représentation de la ferveur populaire : le pèlerinage de la jeunesse du 15 août 1942 au Puy-en-Velay », Cahiers d'histoire, Lyon, T. XXXI, n° 1, 1986, p. 23-39.
- « Folklore et révolution nationale : Doctrine et action sous Vichy (1940-1944) », doctorat Université Lyon 2, Histoire, 1986, 2 vol., 670 p., 153 p.
- « Paysans et artisans objets de musées - 1940-1944 », communication au Colloque sur "L' Environnement matériel paysan", organisé par l’université Lyon-2 et le Centre Pierre-Léon (C.N.R.S.) en liaison avec l’Université de Lodz (Pologne), mai 1987, Bulletin du Centre d'Histoire économique et sociale de la région lyonnaise, Lyon, n°2-3, 1987, p. 77–98[25].
- « Le costume folklorique décor de la révolution nationale (1940-1944) » In Actes du 112e Congrès National des Sociétés savantes, Lyon, 21-25 avril 1987. 1. Textile : production et mode, Paris, éditions du Comité des travaux historiques et scientifiques, 1987, p. 427–438.
- « Cure de jouvence sous Vichy :  Fêtes agrestes et révolution nationale (1940-1944) », Résonance, Lyon, n° 36, avril 1988, p. 43–56.
- «  Le film documentaire sous Vichy : une promotion du terroir », Ethnologie française, Paris, T. XVIII, 1988, 3, p. 283–290.
- Le projet culturel de Vichy : folklore et révolution nationale, 1940-1944 (préf. Pascal Ory), Lyon, Presses universitaires de Lyon / CNRS Éditions, 1989, 335 p. (ISBN 2-7297-0343-8 et 2-222-04266-6, présentation en ligne).
- « Arts et traditions populaires : L’ethnologie comme doctrine. » » in catalogue d’exposition, L’Art en guerre France 1938-1947, Musée d’Art Moderne de la Ville de Paris - Paris Musées, 12 octobre 2012- 17 février 2013, 2012, p.291[26]
- « Paysan avec un grand P comme Pourrat » in catalogue d’exposition, L’Art en guerre France 1938-1947, musée d’Art Moderne de la Ville de Paris - Paris Musées, 12 octobre 2012- 17 février 2013, 2012, p.404[26]
- « Artes y tradiciones populares : La etnologia folclórica como doctrina », in Arte en guerra Franca 1938 – 1947, Museo Guggenheim, Bilbao, 16 mars–8 septembre 2013, 496 p., p. 279-280.
- « Campesino : Paysan con pe mayúscula, como Pourrat », in Arte en guerra Franca 1938 – 1947, musée Guggenheim, Bilbao, 16 mars–8 septembre, 2013, 496 p., p 300.

### Participations à des revues d'art autres que Dada et 9 de Cœur
- Artension (n°3 avril 1988 et no 4 juin 1988)
- Montrer: revue d’Art - Expression – Figuration : (du n°1er novembre 1990 au no 9 octobre 1991), sous les noms de Christian Faure ou d’Alexandre Faure mais aussi sous les pseudonymes : Gabriel Montbernier, Alexandre Lazulli

### Ouvrages pour la jeunesse
- Coauteur avec Heliane Bernard sous le nom d’Alexandre Faure de :
  - De Gaulle et la France, Mango, collection "Regard d'aujourd'hui", 1995
  - Jésus et son époque, Mango, collection "Regard d'aujourd'hui", 1997
  - C’est quoi la mémoire ?, Milan, Collection Phil’ART, 2008
  - C’est quoi les religions ?, Milan, Collection Phil’ART, 2008
  - C’est quoi le bonheur ?, Milan, Collection Phil’ART, 2009
  - C’est quoi l'imaginaire ?, Milan, Collection Phil’ART, 2009
  - C’est quoi le réel ?, Milan, Collection Phil’ART, 2009
  - C’est quoi le rire ?, Milan, Collection Phil’ART, 2009
  - C’est quoi la liberté ?, Milan, Collection Phil’ART, 2010
  - C’est quoi la nature ?, Milan, Collection Phil’ART, 2010

### Romans
- La Colline aux corbeaux[27], volume 1 de la saga Les Dents noires, éditions Libel, Lyon, 2018, 383 p.
- L'Homme au gant[3], volume 2 de la saga Les Dents noires, éditions Libel, Lyon, 2019, 416 p.
- L’Encre et le feu, volume 3 de la saga Les Dents noires, éditions Libel, Lyon, 2021, 400 p.

### Sur le net
- Les Arts numériques : de la science à l'art et de l'art à la science, 2011[28].